# Ptiloglossa matutina
Ptiloglossa matutina là một loài Hymenoptera trong họ Colletidae. Loài này được Schrottky mô tả khoa học năm 1904.